# Aero the Acro-Bat 2
Aero the Acro-Bat 2 är ett tvspel skapat av David Siller och utvecklat av Iguana Entertainment, och publicerades av Sunsoft 1994. Det är uppföljaren av Aero the Acro-Bat och släpptes för Sega Genesis först i april då för Super Nintendo Entertainment System i november. Super NES-versionen släpptes på Wii Virtual Console i PAL-regionen den 6 augusti 2010 och i Nordamerika den 20 september 2010. 

## Handling
Fladdermusen Aero bor och arbetar på en cirkus. Han måste skydda cirkusen från den elake tidigare clownen Edgar Ektor, som tidigare brukade arbeta på samma cirkus, men nu vill lägga ner den för gott. Aero måste också ta sig an Zero the Kamikaze Squirrel.

### Fotnoter
1. ↑  ”Mean Machines Sega Magazine Issue 35” (på engelska). 15 december 2018. https://archive.org/stream/mean-machines-sega-magazine-35/MMSega_35_Sep_1995#page/n81/mode/2up.
2. ↑  ”Gamefan_Vol_2_Issue_11” (på engelska). Gamefan. 15 december 2018. https://archive.org/stream/Gamefan_Vol_2_Issue_11#page/n31/mode/2up.
3. ↑  ”Aero Swings to Shelves” (på engelska). IGN. 15 december 2018. https://www.ign.com/articles/2002/06/21/aero-swings-to-shelves.